# Youcef Atal
Youcef Atal (arabisk: يوسف عطال; født 17. maj 1996) er en algerisk professionel fodboldspiller, som spiller for Ligue 1-klubben Nice og Algeriets landshold.

## Klubkarriere

### Paradou
Atal begyndte sin karriere i hjemlandet med Paradou AC. Han blev i 2017 udlejet til belgiske KV Kortrijk.

### Nice
Atal skiftede i juli 2018 til Nice.

## Landsholdskarriere
Atal gjorde sin debut for Algeriets landshold den 6. juni 2017. Han har været del af Algeriets trup til flere international tuneriger, herunder Africa Cup of Nations 2019, som Algeriet vandt.

## Kontrovers
Den 14. oktober 2023, en uge efter at Hamas havde angrebet Israel, lagde Atal en video op på sine social medier af den palæstinesiske prædikant  Mahmoud al-Hasanat, som blandt andet ønskede at Gud skulle "sende jøderne en mørk dag". Han slettede kort efter opslaget, og undskyldte. Atal blev den 18. oktober suspenderet af sin klub OGC Nice, og den 25. oktober suspenderet i syv kampe af det franske fodboldforbund.
Atal blev den 3. januar 2024 dømt til en otte måneders betinget fængselsstraf for at opildne til religiøst had.

## Titler
Paradou AC
- Algeriets Ligue Professionnelle 2: 1 (2016-17)

Algeriet
- Africa Cup of Nations: 1 (2019)